# Mięsień zębaty przedni
Mięsień zębaty przedni (łac. musculus serratus anterior) – w anatomii człowieka płaski, czworokątny mięsień należący do grupy powierzchownych mięśni klatki piersiowej, jeden z największych mięśni u człowieka. Położony jest na bocznej ścianie klatki piersiowej, w dużej części ukryty pod mięśniem piersiowym większym, mięśniem piersiowym mniejszym, mięśniem najszerszym grzbietu, mięśniem podobojczykowym i mięśniem podłopatkowym, ale kilka dolnych wiązek zarysowuje widoczne przez skórę „zęby”. Tworzy przyśrodkową ścianę jamy pachowej.
Przedni, szeroki przyczep mięśnia składa się z dziesięciu osobnych wiązek mięśniowych, rozpoczynających się na zewnętrznej powierzchni dziewięciu górnych żeber (do drugiego żebra przyczepiają się dwie wiązki) i powięzi głębokiej odpowiednich przestrzeni międzyżebrowych. Mięsień układa się ku tyłowi na powierzchni klatki piersiowej, przyczepiając się swoim drugim końcem na powierzchni żebrowej przyśrodkowego brzegu łopatki. Anatomicznie wyróżnia się jego trzy części. Część górna, najgrubsza i najkrótsza, rozpięta jest między pierwszym i drugim żebrem a stroną żebrową górnego kąta łopatki. Część środkowa, najcieńsza, rozpostarta jest między drugim i trzecim żebrem a brzegiem przyśrodkowym łopatki. Część dolna rozpięta jest między czwartym do dziewiątego żebra a stroną żebrową dolnego kąta łopatki, przy czym cztery najniższe wiązki mięśniowe w swoim przebiegu przeplatają się z wiązkami mięśnia skośnego zewnętrznego brzucha.
Unaczyniony jest przez tętnicę piersiową boczną i tętnicę piersiowo-grzbietową, a unerwiony przez nerw piersiowy długi C5–8.
Część górna mięśnia zębatego przedniego jest antagonistą części środkowej mięśnia czworobocznego pociągając staw ramienny do przodu. Część dolna pociąga bark ku dołowi, a kąt dolny łopatki do przodu i bocznie w kierunku dołu pachowego ustawiając przy tym panewkę stawową łopatki ku górze, co umożliwia podniesienie kończyny górnej powyżej poziomu. Dodatkowo mięsień zębaty przedni dociska łopatkę do ściany klatki piersiowej. Jest pomocniczym mięśniem wdechowym.